# طيو
الطيو أو طيو أو طيوة الصلة (الاسم العلمي: Ceratonia oreothauma)، شجرة دائمة الخضرة، يتراوح ارتفاعها بين 4- 5 أمتار، تنتمي إلى فصيلة البقولية وجنس الخروب. أعطانها في عمان واليمن والصومال.

## النويعات
- نويعاته كتالي:[3]
- C. o. frigidus
- C. o. oreothauma
- C. o. somalensis